# Univerzita Coimbra
Univerzita v Coimbře je nejstarší portugalskou univerzitou. Byla založena již v roce 1290 a v současnosti má osm fakult. Škola je zakládajícím členem seskupení univerzit, jež je známé pod názvem Coimbra Group.
Stojí na vrcholu kopce ve staré části města, vysoko nad řekou Mondego. K univerzitě vede několik malých uliček, kde se nacházejí koleje (repúblicas) a četné hospůdky a bary.
Hlavní nádvoří univerzity je po třech stranách obklopeno historickými budovami a zvonicí. Zvonice, jež je symbolem univerzity, je viditelná z kteréhokoliv místa ve městě. Nejznámější ze tří zvonů, zvaný cabra, neboli kozel, svolává studenty k přednáškám již od roku 1733. Nachází se zde také pozoruhodná barokní knihovna Biblioteca Joanina, kterou nechal roku 1720 postavit král Jan V. Ve třech pozlacených a bohatě vyzdobených místnostech je uloženo na 300 000 v kůži vázaných knih v mnoha jazycích. Na téže straně nádvoří je i Muzeum sakrálního umění (Museu de Arte Sacra) a kaple svatého Michala (Capela de Săo Miguel) s velkými barokními varhanami. V protější budově se nachází bohatě vyzdobená aula, Sala dos Capelos, středisko univerzitního života, kde se odehrávají promoce.

## Knihovna
Knihovna Univerzity v Coimbře včetně historické Bibliotecy Joaniny byla v roce 2014 zařazena mezi památky Evropského dědictví a to především proto, že nikdy nepřipustila cenzuru. Dále je zde uloženo mnoho dokumentů evropského významu.

## Fotogalerie

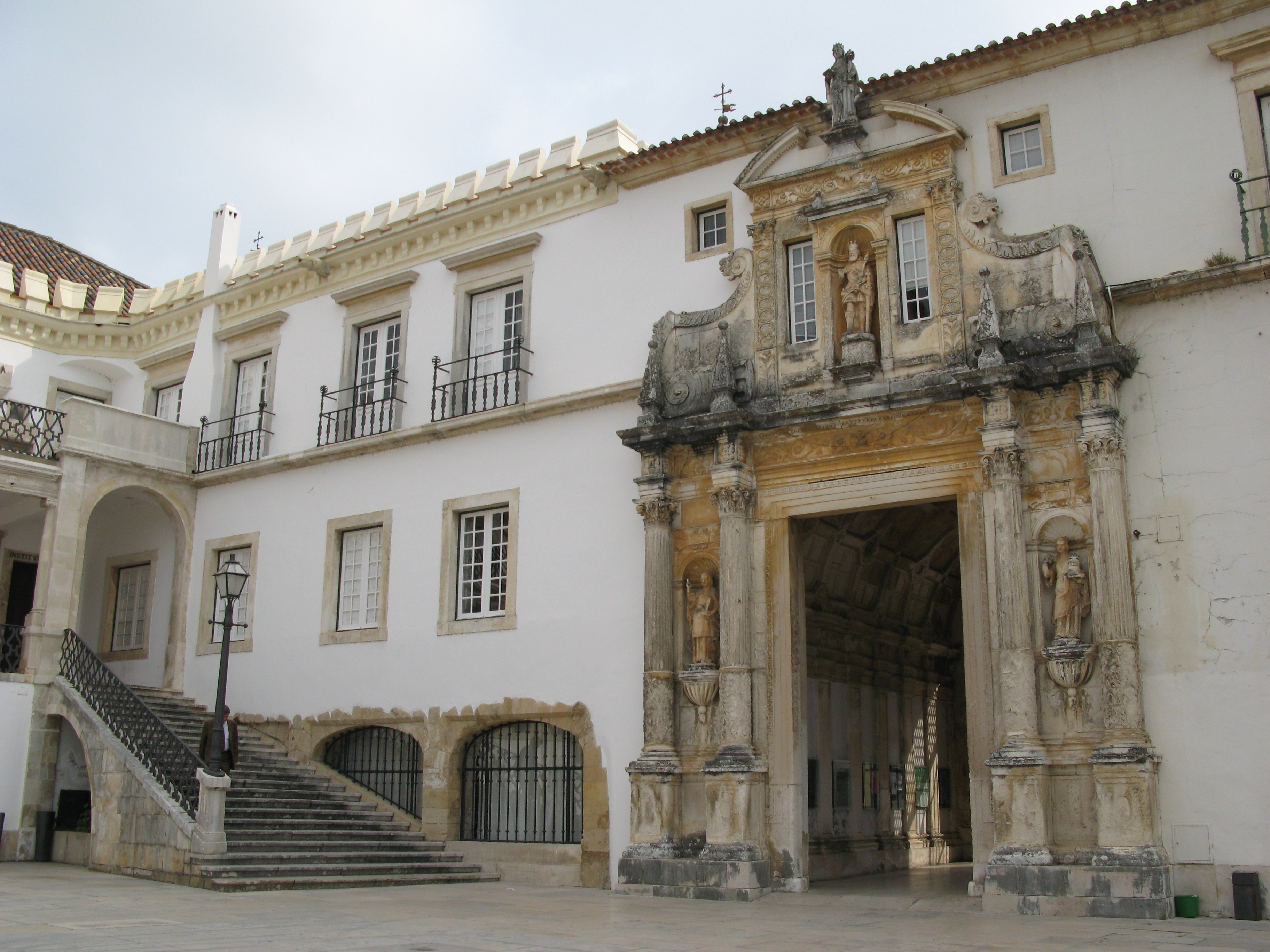
portál Porta Férrea
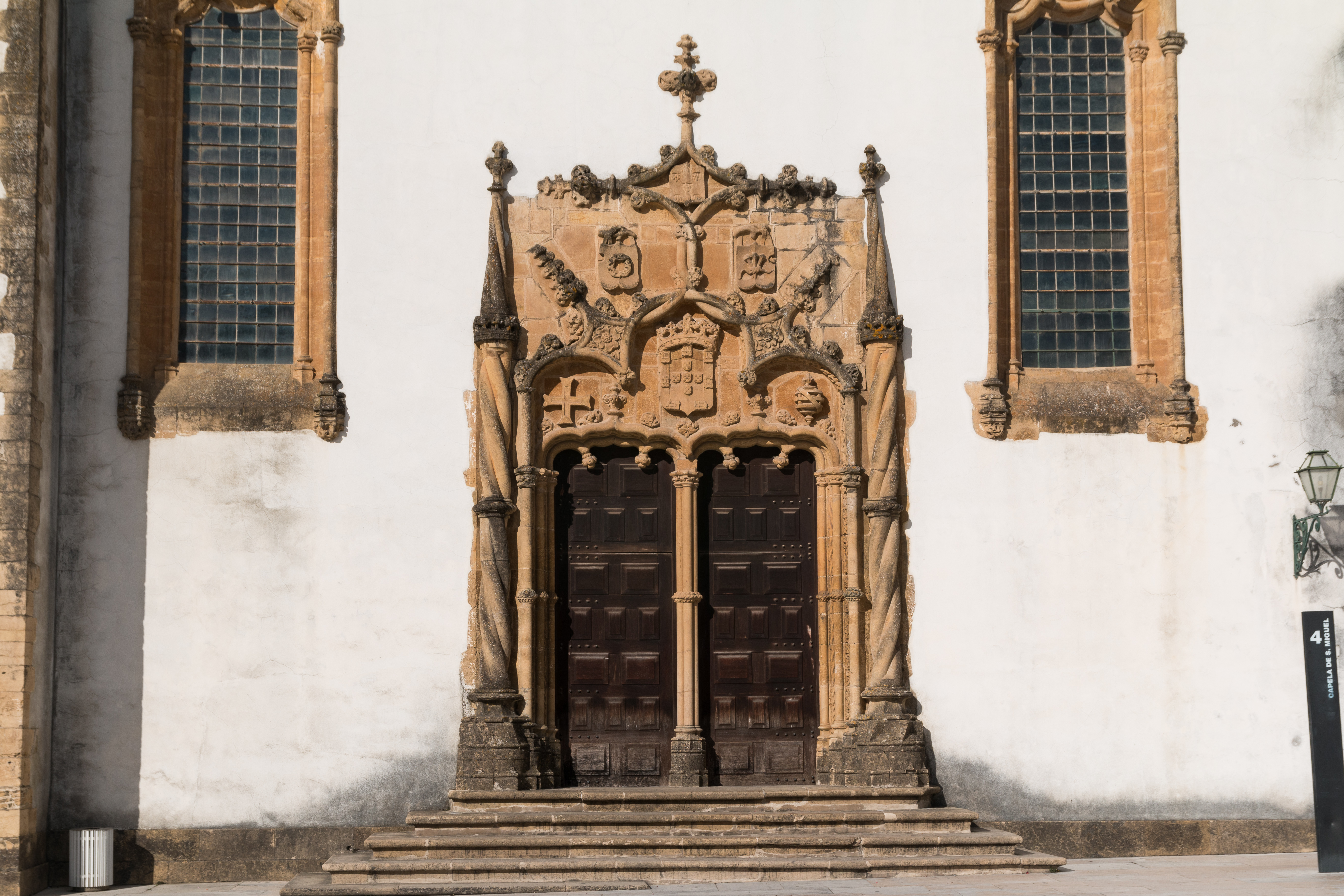
vstup do kaple sv. Michala
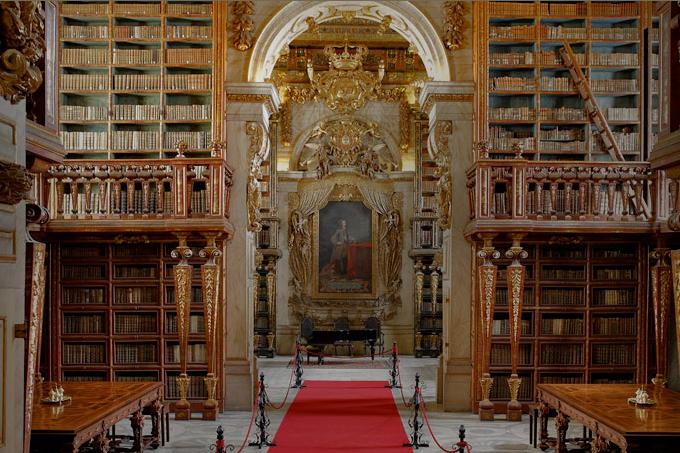
Biblioteca Joanina